# Odontotrypes glaber
Odontotrypes glaber är en skalbaggsart som beskrevs av Nikolajev 1998. Odontotrypes glaber ingår i släktet Odontotrypes och familjen tordyvlar. Inga underarter finns listade i Catalogue of Life.